# خاطف متصفح
(بالإنجليزية: Browser hijacking)‏ اختطاف المتصفح هو شكل من أشكال البرامج غير المرغوب فيها التي تعدل إعدادات متصفح الويب دون إذن المستخدم، لحقن الإعلانات غير المرغوب فيها في متصفح المستخدم. متصفح الخاطفين قد يحل محل الصفحة الرئيسية الحالية، صفحة الخطأ، أو محرك البحث مع تلقاء نفسها. وتستخدم هذه عادة لإجبار الزيارات على موقع ويب معين، مما يزيد من عائدات الإعلانات.
بعض الخاطفين للمتصفح تحتوي أيضا على برامج التجسس، على سبيل المثال، بعض تثبيت برنامج كلوغر لجمع المعلومات مثل المصرفية وتفاصيل مصادقة البريد الإلكتروني . يمكن لبعض خاطفي المتصفح أيضا إتلاف السجل على أنظمة ويندوز، في كثير من الأحيان بشكل دائم.
يمكن عكس بعض اختراق المتصفح بسهولة، في حين قد يكون من الصعب عكس الحالات الأخرى. وتوجد برامج حاسوبية مختلفة لمنع هذا التعديل.
يتم تضمين العديد من برامج اختراق المتصفح في حزم البرامج التي لم يختارها المستخدم، ويتم تضمينها «كعروض» في المثبت لبرنامج آخر، وغالبا ما يتم تضمينها مع عدم وجود تعليمات إلغاء التثبيت، أو وثائق حول ما يقومون به، ويتم تقديمها بالطريقة التي تم تصميمها لتكون مربكة للمستخدم العادي، من أجل خداعهم في تثبيت البرامج الإضافية غير المرغوب فيها.
هناك العديد من الأساليب التي يستخدمها المخترقون للمتصفح للوصول إلى نظام التشغيل. مرفقات البريد الإلكتروني والملفات التي تم تحميلها من خلال المواقع المشبوهة والسيول هي التكتيكات الشائعة التي تستخدم الخاطفين المتصفح